# Markt Bibart
Markt Bibart település Németországban, azon belül Bajorországban. Lakosainak száma 1895 fő (2023. december 31.).

## Népesség
A település népessége az elmúlt években az alábbi módon változott:
| Lakosok száma | 686  | 1747 | 1583 | 1852 | 1851 | 1820 | 1870 | 1855 | 1884 | 1895 |
|               | 1875 | 1950 | 1975 | 1987 | 2012 | 2014 | 2016 | 2017 | 2021 | 2023 |